# Anton Kriel
Anton Kriel (* 11. September 1964) ist ein ehemaliger südafrikanischer Badmintonspieler. 

## Karriere
Anton Kriel nahm 1992 im Herrendoppel mit Nico Meerholz und im Herreneinzel an Olympia teil. In beiden Disziplinen unterlag er jedoch gleich in seinem Auftaktmatch und wurde somit 17. bzw. 33 in der Endabrechnung. Im gleichen Jahr hatte die Paarung Meerholz und Kriel bereits die Afrikameisterschaft gewonnen. Weitere Siege bei den südafrikanischen Meisterschaften und den South Africa International schlagen in seiner Erfolgsbilanz ebenso zu Buche. 2005 startete Kriel für Jersey bei den Island Games und gewann das Herrendoppel.

## Sportliche Erfolge
| Saison | Veranstaltung                 | Disziplin    | Platz | Name                                |
| ------ | ----------------------------- | ------------ | ----- | ----------------------------------- |
| 1990   | Südafrikanische Meisterschaft | Herrendoppel | 1     | Anton Kriel / Nico Meerholz         |
| 1991   | Südafrikanische Meisterschaft | Herrendoppel | 1     | Anton Kriel / Nico Meerholz         |
| 1991   | Südafrikanische Meisterschaft | Mixed        | 1     | Anton Kriel / Vanessa van der Walt  |
| 1991   | Südafrikanische Meisterschaft | Herreneinzel | 1     | Anton Kriel                         |
| 1992   | Südafrikanische Meisterschaft | Herrendoppel | 1     | Anton Kriel / Nico Meerholz         |
| 1992   | Afrikameisterschaft           | Mixed        | 1     | Anton Kriel / Lina Fourie           |
| 1992   | Afrikameisterschaft           | Herrendoppel | 1     | Anton Kriel / Nico Meerholz         |
| 1992   | Olympia                       | Herrendoppel | 17    | Nico Meerholz / Anton Kriel         |
| 1992   | Olympia                       | Herreneinzel | 33    | Anton Kriel                         |
| 1992   | Südafrikanische Meisterschaft | Mixed        | 1     | Anton Kriel / Vanessa van der Walt  |
| 1993   | Südafrikanische Meisterschaft | Herrendoppel | 1     | Anton Kriel / Nico Meerholz         |
| 1994   | Südafrikanische Meisterschaft | Herrendoppel | 1     | Anton Kriel / Nico Meerholz         |
| 1996   | Südafrikanische Meisterschaft | Mixed        | 1     | Anton Kriel / Vanessa van der Walt  |
| 1997   | South Africa International    | Herrendoppel | 1     | Anton Kriel / Nico Meerholz         |
| 1998   | Südafrikanische Meisterschaft | Mixed        | 1     | Anton Kriel / Michelle Edwards      |
| 1998   | Afrikameisterschaft           | Herrendoppel | 1     | Johan Kleingeld / Anton Kriel       |
| 1998   | Afrikameisterschaft           | Mixed        | 1     | Anton Kriel / Michelle Edwards      |
| 1999   | Botswana International        | Herreneinzel | 1     | Anton Kriel                         |
| 1999   | Botswana International        | Herrendoppel | 1     | Anton Kriel / Billy Kuyper          |
| 1999   | Südafrikanische Meisterschaft | Herrendoppel | 1     | Johan Kleingeld / Anton Kriel       |
| 1999   | South Africa International    | Herrendoppel | 1     | Anton Kriel / Johan Kleingeld       |
| 2000   | South Africa International    | Mixed        | 1     | Anton Kriel / Michelle Edwards      |
| 2000   | Südafrikanische Meisterschaft | Herrendoppel | 1     | Nico Meerholz / Anton Kriel         |
| 2000   | South Africa International    | Herrendoppel | 1     | Anton Kriel / Nico Meerholz         |
| 2000   | Südafrikanische Meisterschaft | Mixed        | 1     | Anton Kriel / Michelle Edwards      |
| 2005   | Island Games                  | Herrendoppel | 1     | Anton Kriel / Christopher Cotillard |